# Dacharzów
Dacharzów – wieś sołecka w Polsce położona w województwie świętokrzyskim, w powiecie sandomierskim, w gminie Wilczyce.

## Części miejscowości
| SIMC    | Nazwa     | Rodzaj    |
| ------- | --------- | --------- |
| 0809339 | Jankowice | część wsi |
| 0809345 | Kamionka  | kolonia   |

## Historia
W drugiej połowie XVI wieku jako prywatna wieś szlachecka położona była w powiecie sandomierskim województwa sandomierskiego. W latach 1975–1998 miejscowość administracyjnie należała do województwa tarnobrzeskiego.
Według opisu Słownika geograficznego Królestwa Polskiego z roku 1880 Dacharzów to wieś w powiecie sandomierskim, gminie Wilczyce, parafii Jankowice. Około 1880 roku wieś liczyła 8 domów i 43 mieszkańców. Dacharzów to także dobra w majątku Wilczyce oddzielone od Wilczyc w roku 1872. Dobra Dacharzów składały się z folwarków Dacharzów i Felinów, od Sandomierza oddalone 7 wiorst, tyleż od rzeki Wisły. Rozległość dominalna dóbr wynosiła 890 mórg.

## Turystyka
Przez wieś przechodzi  niebieski szlak turystyczny z Gołoszyc do Dwikoz oraz  żółty szlak rowerowy z Sandomierza do Opatowa.